# 九江银行

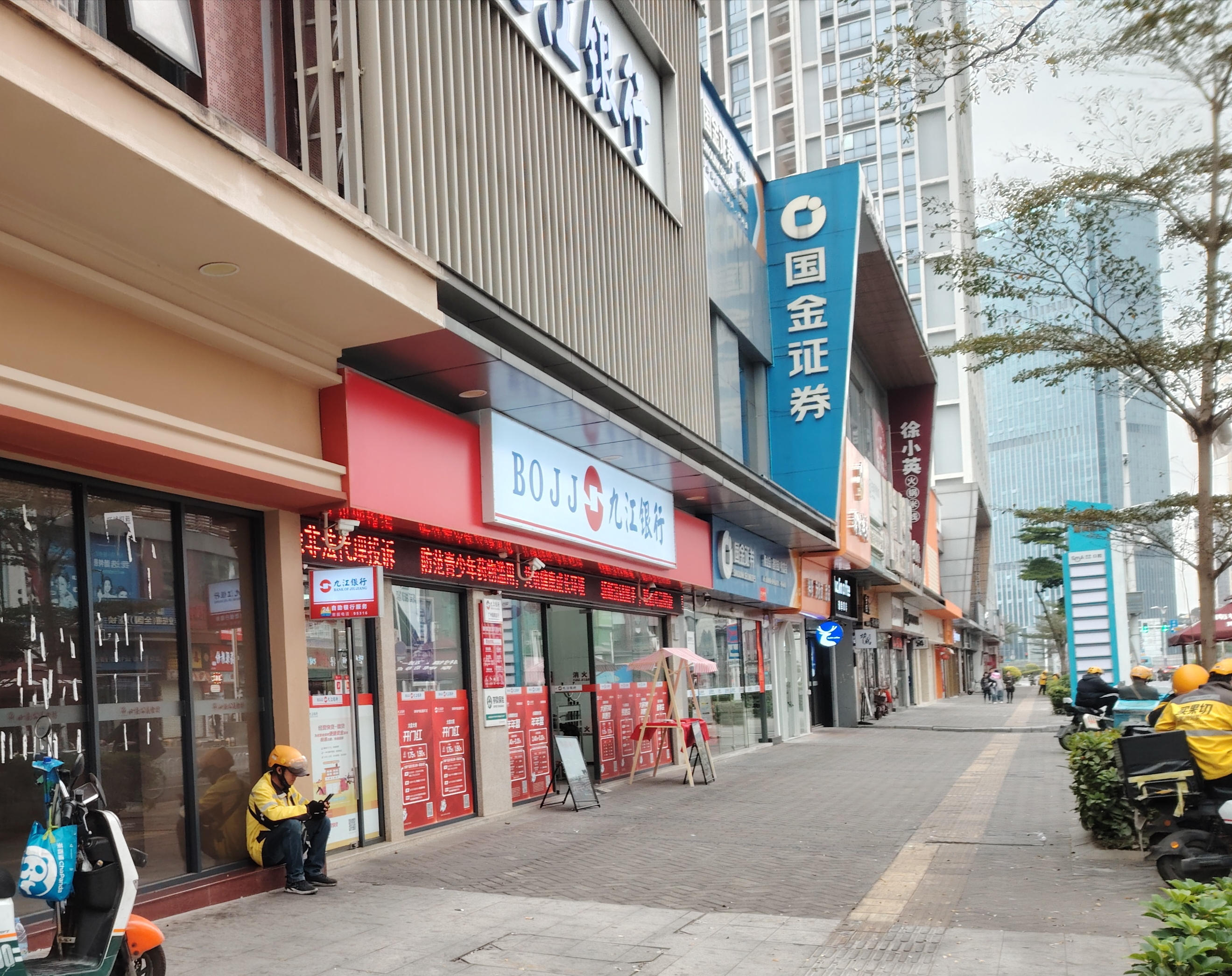
九江银行广州番禺支行

九江银行股份有限公司，简称九江银行，港交所：6190），是中国的一家城市商业银行，总部位于江西省九江市。九江银行原名九江市商业银行，2000年11月18日成立。九江银行营业地区主要为九江市，在南昌、吉安、抚州、宜春、景德镇、上饶、赣州、萍乡、新余、鹰潭、合肥、广州等地设有分支机构。
股份則在2018年7月10日於港交所主板上市，發行3.6億股H股，當中一成在港公開發售，每股招股價介乎10.48至10.96港元，集資最多39.46億港元。亦引入6名基石投資者，合共認購18.74億港元。當中融德投資及Success Cypress Limited各認購4500萬美元（約3.53億港元）；航信環球控股、香港凱利家居分別認購3.5億港元；文峰集團及富力地產(香港)各認購3000萬美元及2960萬美元（約2.35億及2.32億港元）。

## 争议
2021年3月，九江银行内部员工发布了“彩礼贷”电子海报，实际上是银行已有的理财产品“手机快活贷—零花钱”项目。3月19日，由江西九江市金融管理部门组成的联合调查组调查显示，“彩礼贷”系该行零售银行管理总部的工作人员在“零花钱”消费贷款基础上，针对新婚客户群体进行的文案设计，但未经该行相关程序审批，此工作人员将尚处于设计阶段的文案发至微信朋友圈。随后，该部门其他员工在微信朋友圈进行了转发。经核实，虽然该行业务系统没有“彩礼贷”相关产品信息，亦无相关授信余额，但未经产品合规审查等程序，即由内部员工私自发出，暴露出九江银行存在合规意识淡薄、内控管理不到位等问题。九江银行其后发布致歉声明，表示已对直接责任人给予停职处理，对部门负责人给予记过处分。

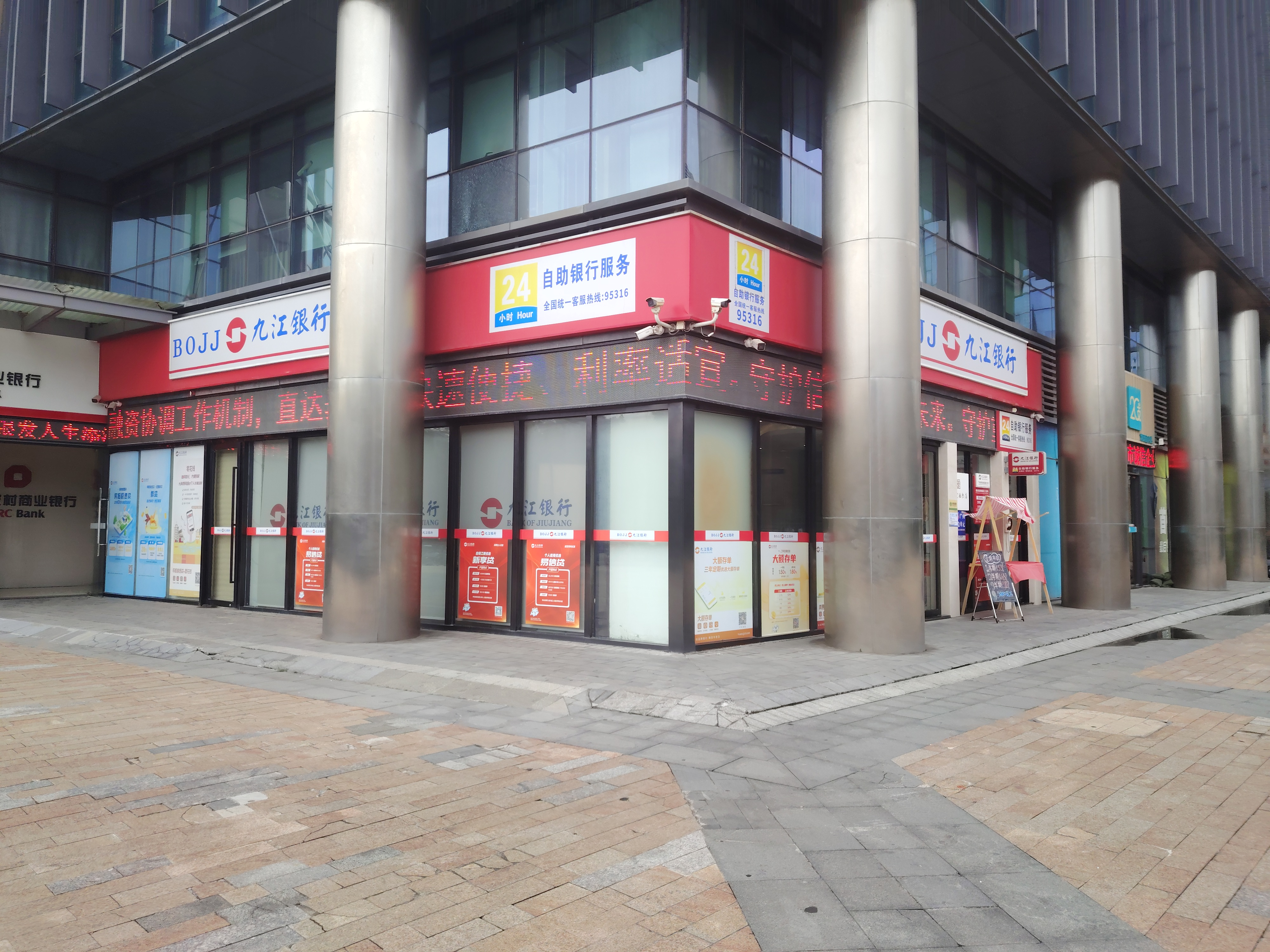
九江银行广州南沙分行

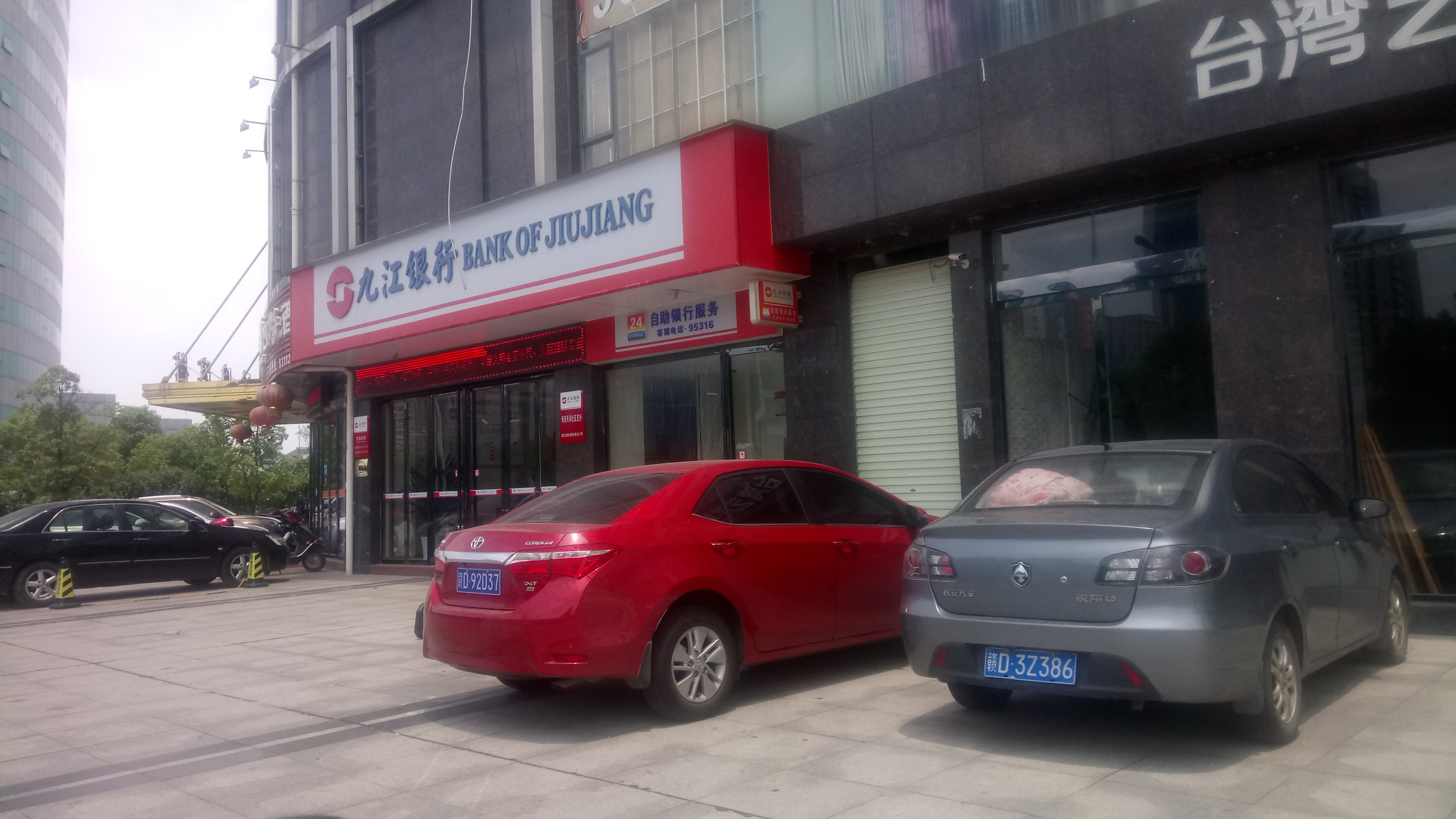
吉安某支行